# Abraxas parvimiranda
Abraxas parvimiranda, en chino simplificado, 碎斑金星尺蛾, es una especie de polilla de la familia Geometridae. La especie fue descrita por primera vez por el Lepidopterólogo japonés Hiroshi Inoue habiendo sido descrita en 1984, con distribución endémica en la isla de Taiwán.